# Стасис Шебдарас
Стасис Шедбарас (10 лютого 1958, с. Туянайяї, Шилальський район, Литва) — литовський юрист, суддя, адвокат, політик, міністр внутрішніх справ у 1998–1999.

## Життєпис
У 1981 закінчив юридичний факультет Вільнюського університету.
У 2005 здобув науковий ступінь доктора соціологічних наук у галузі права.
Після закінчення навчання працював інспектором з персоналу та юридичним консультантом у бізнес-організації у Вільнюсі.
У 1982–1987 — стажист, помічник прокурора та старший помічник прокурора Вільнюської районної прокуратури.
З 1987 — суддя Вільнюського окружного суду, а з 1989 — Верховного суду Литви.
У 1992 призначений заступником міністра юстиції.
16 березня 1993 призначений суддею Конституційного суду Литви.
З 1996 — голова редакції журналу "Justitia" Литовської асоціації юристів.
Того ж року був внесений до списку юристів.
Керує юридичною компанією у Вільнюсі.
У 1997–1998 — радник прем'єр-міністра з питань державного права та прав людини.
22 травня 1998 призначений міністром внутрішніх справ за рекомендацією Союзу Вітчизни.
Цю посаду обіймав до 10 червня 1999.
З 1999 по 2000 був президентом Вищого адміністративного суду.
З 2000 працював доцентом на кафедрі адміністративного права Університету Миколаса Ремеріса у Вільнюсі.
З 2006 – директор Інституту права, а згодом — декан юридичного факультету Університету Вітовта Великого в Каунасі.
У 2004 – голова Литовської асоціації юристів.
У 2000 залишив "Союз Вітчизни" перейшовши до Християнської консервативної соціальної спілки разом із колишнім прем'єр-міністром Ґядімінасом Вагнорюсом.
Був віце-президентом цієї організації.
У 2006 знову приєднався до "Союзу Вітчизни", взявши участь у місцевих виборах 2007 року за списками цієї організації у Вільнюській міській раді.
На парламентських виборах у Литві 2008-го року став депутатом, перемігши в окрузі Таураге .
У 2012 та 2016 був обраних на парламентських виборах за  загальнонаціональним списком .
2023 призначений суддею Конституційного суду Литви.